# Tang ping
Tang ping (em chinês: 躺平; em pinyin: tǎng píng;  em português: ficar deitado) é um estilo de vida e movimento de protesto social na China que tem por base alguns jovens que rejeitam as pressões sociais sobre o trabalho duro ou mesmo o excesso de trabalho (como o sistema de 996 horas de trabalho, que geralmente é considerado uma corrida de ratos com retornos cada vez menores), e, em vez disso, escolheram "deitar-se e superar o esforço" por meio de uma atitude menos desejosa e mais indiferente em relação à vida. O romancista Liao Zenghu descreveu "ficar deitado" como um movimento de resistência, e o The New York Times chamou isso de parte de uma contracultura chinesa nascente. Também foi comparado à Grande Renúncia que começou nos Estados Unidos da América (e no mundo ocidental) na mesma época. O Centro Nacional de Monitoramento e Pesquisa de Recursos de Língua, uma instituição afiliada ao Ministério da Educação da China, listou a palavra como um dos 10 memes mais populares para 2021 na Internet chinesa. O mecanismo de busca chinês Sogou também listou a palavra no topo de sua lista de memes mais populares em 2021.
Ao contrário dos hikikomori no Japão (que são socialmente retraídos), esses jovens chineses que se encaixam no "ficar deitado" não estão socialmente isolados, mas apenas optam por diminuir suas ambições profissionais e econômicas e simplificar seus objetivos, ainda sendo fiscalmente produtivos com suas próprias necessidades essenciais, e priorizando a saúde psicológica sobre o materialismo econômico.

## Origem
O movimento começou em abril de 2021 com uma postagem de Luo Huazhong (nome de usuário "viajante bondoso") no fórum da internet Baidu Tieba, no qual ele discutiu suas razões para viver um estilo de vida discreto e minimalista. Em 2016, Luo, de 26 anos, deixou o emprego na fábrica porque isso o fazia se sentir vazio. Ele então pedalou 1 300 milhas (2 100 km) de Sichuan ao Tibete, e agora, de volta à sua cidade natal, Jiande, no leste da província de Zhejiang, passa seu tempo lendo filosofia e consegue dinheiro fazendo alguns biscates e tirando US$ 60 por mês de suas economias. Ele só faz duas refeições por dia.
A história de Luo rapidamente ganhou seguidores nas redes sociais, sendo discutida e logo se tornando uma palavra da moda no Sina Weibo e Douban. A ideia foi elogiada por muitos e inspirou inúmeros memes, e foi descrita como uma espécie de movimento espiritual. A revista de negócios ABC Money afirmou que ressoou com uma crescente maioria silenciosa de jovens desiludidos com o "Sonho chinês" oficialmente endossado, que incentiva uma vida de trabalho árduo e sacrifício sem nenhuma satisfação real de vida, gerando a frase de efeito "uma cebolinha no chão é difícil de colher" (chinês : 躺平 的 韭菜 不好 割Tǎng píng de jiǔcài bù hǎo gē).

## Resposta
O Partido Comunista Chinês (PCC) agiu rapidamente para rejeitar a ideia por meio da mídia estatal. O poderoso regulador da Internet CAC ordenou que as plataformas online "restringissem rigorosamente" as postagens sobre o tang ping e fez com que os censores removessem a postagem original de Luo no Tieba ("Lying Flat Is Justice"), enquanto um grupo de discussão de quase 10.000 seguidores no site de mídia social chinês Douban deixou de ser acessível. A venda online de mercadorias com a marca Tang Ping é proibida.  Em maio de 2021, a mídia estatal chinesa Xinhua publicou um editorial afirmando que "ficar deitado" é vergonhoso. Em maio, um videoclipe do comentarista de notícias da CCTV Bai Yansong criticando a mentalidade discreta circulou no popular site de compartilhamento de vídeos Bilibili, e atraiu milhares de zombarias e calúnias nos comentários do danmu em resposta. Um artigo de outubro do secretário-geral do PCC, Xi Jinping, publicado no jornal do Partido Comunista Qiushi, clamava por "evitar a 'involução' [nei juan] e o 'ficar deitado'".
No entanto, houve vozes oficiais oferecendo opiniões mais empáticas sobre o fenômeno tang ping. O jornal Guangming Daily, afiliado ao partido de Pequim, acrescentou que o tang ping não deve ser desconsiderado sem reflexão - se a China deseja cultivar a diligência na geração jovem, deve primeiro tentar melhorar sua qualidade de vida. Huang Ping, um professor de literatura que pesquisa a cultura jovem na East China Normal University, disse à Sixth Tone que a mídia oficial pode estar preocupada com o estilo de vida difícil por causa de seu potencial de ameaçar a produtividade, mas "os humanos não são meramente ferramentas para fazer coisas... quando você não consegue acompanhar o desenvolvimento da sociedade - digamos, os preços das residências disparando - tang ping é, na verdade, a escolha mais racional".